# Aleiodes stigmator
Aleiodes stigmator är en stekelart som först beskrevs av Thomas Say 1824.  Aleiodes stigmator ingår i släktet Aleiodes och familjen bracksteklar. Inga underarter finns listade i Catalogue of Life.